# Route asiatique 14
Pour les articles homonymes, voir Route 14.
La route asiatique 14 (AH14) est une route  du réseau routier asiatique parcourant 2 004 km de Hai Phong au Vietnam à Mandalay en Birmanie.
La AH 14 relie la Route asiatique 1 (AH1) et la route asiatique 3 (AH1) à Kunming dans le Yunnan en Chine.

## Parcours

### au Vietnam
- Autoroute Hanoï–Hải Phòng: Hai Phong–Hanoï
- Autoroute Noi Bai-Lao Cai: Hanoï - Lào Cai

### en Chine
- Autoroute G8011 Kaiyuan – Hekou: Hekou - Kaiyuan
- Autoroute G80 Guangzhou–Kunming : Kaiyuan - Kunming
- Autoroute G56 Hangzhou–Ruili : Kunming - Yunnan - Mangshi - Ruili

### Au Myanmar
- : Muse - Lashio - Mandalay